# Серро-Асуль (Веракрус)
Серро-Асуль (исп. Cerro Azul) — город в Мексике, входит в штат Веракрус, административный центр одноимённого муниципалитета.

## История
В 1906 году в этих местах была обнаружена нефть. В феврале 1916 года скважина «Серро-Асуль № 4» показала максимальную нефтедобычу в мире на тот момент.
6 декабря 1983 года поселение Серро-Асуль стало городом (ciudad).